# 西條町 (愛西市)
西條町（にしじょうちょう）は、愛知県愛西市の地名。

## 地理
旧佐屋町域南西部に位置する。東は東條町、西は東保町、南は弥富市、北は北一色町・落合町に接する。

## 歴史

### 人口の変遷
国勢調査による人口および世帯数の推移。
| 1995年（平成7年）  | 186世帯 772人 |  |
| 2000年（平成12年） | 218世帯 823人 |  |
| 2005年（平成17年） | 238世帯 862人 |  |
| 2010年（平成22年） | 242世帯 843人 |  |
| 2015年（平成27年） | 270世帯 826人 |  |
| 2020年（令和2年）  | 273世帯 775人 |  |

## 交通

### バス
- 愛西市巡回バス（2020年4月1日現在）[WEB 11]

|    | 停留所名 | ルート           |
| -- | -------- | ---------------- |
| 5  | 西條北   | 佐屋西、佐屋中央 |
| 14 | 西條     | 佐屋西、佐屋中央 |

### 道路
- 愛知県道40号名古屋蟹江弥富線
- 愛知県道105号富島津島線
- 愛知県道109号子宝愛西線
- 愛知県道125号佐屋多度線
- 東名阪自動車道

## 施設
- 市江保育園
- 慶正寺
- 林證寺
- 海部南部水道企業団
- キリングループロジスティクス 海部支店

### WEB
1. ↑  “愛知県愛西市の町丁・字一覧”.   人口統計ラボ. 2021年8月9日閲覧。
2. 1 2  総務省統計局 (2022年2月10日). “令和2年国勢調査の調査結果(e-Stat) - 男女別人口，外国人人口及び世帯数－町丁・字等” (CSV). 2023年8月2日閲覧。
3. ↑  “愛知県愛西市の郵便番号一覧”.   日本郵便. 2022年1月3日閲覧。
4. ↑  “市外局番の一覧” (PDF).   総務省 (2022年3月1日). 2022年3月22日閲覧。
5. ↑  “ナンバープレートについて”.   一般社団法人愛知県自動車会議所. 2024年1月21日閲覧。
6. ↑  総務省統計局 (2014年3月28日). “平成7年国勢調査の調査結果(e-Stat) - 男女別人口及び世帯数 －町丁・字等” (CSV). 2021年7月20日閲覧。
7. ↑  総務省統計局 (2014年5月30日). “平成12年国勢調査の調査結果(e-Stat) - 男女別人口及び世帯数 －町丁・字等” (CSV). 2021年7月20日閲覧。
8. ↑  総務省統計局 (2014年6月27日). “平成17年国勢調査の調査結果(e-Stat) - 男女別人口及び世帯数 －町丁・字等” (CSV). 2021年7月21日閲覧。
9. ↑  総務省統計局 (2012年1月20日). “平成22年国勢調査の調査結果(e-Stat) - 男女別人口及び世帯数 －町丁・字等” (CSV). 2021年7月21日閲覧。
10. ↑  総務省統計局 (2017年1月27日). “平成27年国勢調査の調査結果(e-Stat) - 男女別人口及び世帯数 －町丁・字等” (CSV). 2021年7月21日閲覧。
11. ↑  愛西市. “愛西市巡回バス”. 2024年4月9日閲覧。

### 書籍
1. 1 2  「角川日本地名大辞典」編纂委員会 1989, p. 1871.